# Fortunløbet
Fortunløbet var et motionsløb i Dyrehaven, som blev løbet for første gang så tidligt som i 1896, og som hvert år indtil 1938 blev afholdt tredje søndag i marts. Distancen var 8,3 kilometer, og løbet havde start og opløb ved Eremitageslottet. Løbet arrangeredes af Københavns Fodsports-Forening, senere Københavns Idræts Forening, og var dengang den mest kendte atletikbegivenhed i Danmark.
Københavns Fodsports-Forening arrangerede det første Fortunløb sammen med Handelsstandens Gymnastikforening og Københavns Roklub på en rute, der gik fra Fortunen forbi Peter Lieps Hus og via Hjortekær tilbage til Fortunen. HG vurderede, at løbet var ikke nogen større succes, hvorfor foreningen efterfølgende koncentrerede sig om gymnastik og svømning, som var de sportsgrene, foreningen dengang havde på dens faste program. Københavns Fodsports-Forening var mere positiv og fortsatte med at arrangere Fortunløbet alene. 
Rekorden for løbet blev sat af Axel Petersen i 1928 med tiden 26:03. 
I mange år kunne vinderen af løbet forvente et kongeligt håndtryk af Christian X. Sammen med titusindvis af københavnere overværede han løbet, som han ankom til højt til hest. 
Løbet bestod indtil Dansk Atletik Forbunds svenske landstræner Sven Lundgren i 1938 syntes, at de danske løbere kom for tidligt i form, hvis de løb for stærkt så tidligt på året. Ved Københavns Idræts Forenings 50 års jubilæum i 1942 blev løbet arrangeret en sidste gang.
Løbet i Dyrehaven fik senere efterfølgere: Ermelundsløbet, som startede i 1939 og ophørte omkring 1960, samt Eremitageløbet, som startede i 1969.

## Vindere
| - 1896 – A. Petersen Københavns Fodsports-Forening - 1897 – Marius E. Jørgensen AIK 95 - 1898 – K.P. Jensen AIK 95 - 1899 – Holger Lykkeberg Freja - 1900 – V. Jacobsen Københavns Fodsports-Forening - 1901 – Axel Poulsen IF Sparta - 1902 – Axel Poulsen IF Sparta - 1903 – Carl Jørgensen AIK 95 og Julius Jørgensen AIK 95 - 1904 – Julius Jørgensen AIK 95 - 1905 – Otto Larsen AIK 95 - 1906 – C. Christensen IF Sparta - 1907 – Vilhelm Petersen AIK 95 - 1908 – Vilhelm Petersen IF Sparta - 1909 – Vilhelm Hansen Københavns Fodsports-Forening - 1910 – Karl Julius Jensen AIK 95 - 1911 – Viggo Thomsen Københavns Fodsports-Forening - 1912 – Karl Julius Jensen AIK 95 - 1913 – Lauritz Christiansen Københavns Fodsports-Forening - 1914 – Lauritz Christiansen Københavns Idræts Forening - 1915 – Frantz Petersen AIK 95 - 1916 – Frantz Petersen AIK 95 - 1917 – Lauritz Dam IF Sparta | - 1918 – Harry Nielsen Københavns Idræts Forening - 1919 – Albert Andersen IF Sparta - 1920 – Albert Andersen IF Sparta - 1921 – Albert Andersen IF Sparta - 1922 – Albert Andersen IF Sparta - 1923 – Albert Andersen IF Sparta - 1924 – Albert Andersen IF Sparta - 1925 – Axel Petersen AIK 95 - 1926 – Axel Petersen AIK 95 - 1927 – Axel Petersen AIK 95 - 1928 – Axel Petersen AIK 95 - 1929 – Axel Petersen AIK 95 - 1930 – Axel Pedersen IF Sparta - 1931 – Anders Axelsen Aarhus 1900 - 1932 – Christian Markersen IF Sparta - 1933 – Willy Thomassen AIK 95 - 1934 – Christian Markersen IF Sparta - 1935 – Harry Siefert IF Sparta - 1936 – Harry Siefert IF Sparta - 1937 – Poul Eriksen IF Sparta - 1938 – Harry Siefert AC37 - 1942 – Harry Siefert AC37 |

Københavns Fodsports-Forening ændrede i 1913 navn til Københavns Idræts Forening.

## Film
- Optagelser fra Fortunløbet i Dyrehaven i 1918. Harry Nielsen fra Københavns Idræts Forening vinder løbet. Arkiveret 9. april 2018 hos  Wayback Machine